# 黒杞よるの
黒杞 よるの（くろき よるの）は、日本の漫画家、イラストレーター。青森県弘前市出身。代表作は小説・雨川水海著『フシノカミ～辺境から始める文明再生記～』のコミカライズで漫画家デビュー。

## 来歴
2021年2月、コミカライズ版『フシノカミ～辺境から始める文明再生記～』コミックガルドにて連載開始。

## 逸話
小説版『フシノカミ～辺境から始める文明再生記～』のコミカライズにあたり、今作が漫画家デビュー作となった黒杞よるの先生と雨川水海先生の出身地（青森県弘前市）が同郷であることが判明したのは後のことである。原作著者の雨川水海、Twitterでも「フシノカミは小説を弘前在住 漫画を弘前出身 以上でお送りしております。（完全なる偶然）」とつぶやいている。自身もTwitterで「弘前タッグでお送りしている」と公言している。
2022年8月には原作者、漫画家の出身地である青森県弘前市の小学生・中学生・高校生を対象に、子ども小説・まんがアカデミーが企画され「小説家や漫画家になるためには？」「キャラクターや物語はどうやって作るの？」など講演活動を行った。

## 作品リスト
- 『フシノカミ〜辺境から始める文明再生記〜』オーバーラップ〈ガルドコミックス〉既刊9巻（原作：雨川水海、キャラクター原案：大熊まい、『コミックガルド』2021年2月5日 - ）
  1. 2021年7月25日発売[7][8]、ISBN 978-4-86554-962-1
  2. 2021年11月25日発売[9]、ISBN 978-4-82400-051-4
  3. 2022年6月25日発売[10]、ISBN 978-4-82400-219-8
  4. 2023年1月25日発売[11]、ISBN 978-4-82400-397-3
  5. 2023年7月25日発売[12]、ISBN 978-4-82400-566-3
  6. 2023年12月25日発売[13]、ISBN 978-4-82400-694-3
  7. 2024年7月25日発売[14]、ISBN 978-4-82400-899-2
  8. 2025年1月25日発売[15]、ISBN 978-4-8240-1067-4
  9. 2025年7月25日発売[16]、ISBN 978-4-8240-1274-6